# Faed Mustafa
Faed Abdul Khalid Mustafa (en árabe: فايد مصطفى‎; n. 23 de julio de 1965) es un diplomático palestino, actual embajador del Estado de Palestina ante Turquía desde junio de 2015. Anterior a ello fue embajador palestino ante la Federación de Rusia.

## Biografía
Nació en Deir Ballut, Gobernación de Salfit, Cisjordania en 1965. Posee una licenciatura en Economía y Ciencias de la Administración de la Universidad de Yarmuk, Jordania en 1987. En 2001 recibió una maestría en Historia en la Universidad Rusa de la Amistad de los Pueblos en Moscú y en 2005 un doctorado en Relaciones Internacionales y Política Exterior en la misma casa de estudios.
En 1994 comenzó a trabajar para la Autoridad Nacional Palestina, uniéndose a la embajada en Rusia en 1998. Allí desempeñó diversos cargos, entre ellos: cónsul en 2003 y embajador adjunto en 2008. El 28 de junio de 2009 fue designado Ministro Asistente para Europa del Este del Ministerio de Asuntos Exteriores palestino con rango de embajador. Luego fue nombrado embajador en Moscú, presentando sus cartas credenciales al presidente ruso Dmitri Medvédev, el 16 de diciembre de 2009. Dejó el cargo en mayo de 2015, al ser designado embajador en Turquía. Presentó sus cartas credenciales al presidente turco Recep Tayyip Erdoğan el 17 de junio de 2015.
En cuanto a su vida personal, está casado con Kifah Mustafa. Tiene tres hijos: un hombre y dos mujeres.